# ジュリウス・ニエレレ国際空港
ジュリウス・ニエレレ国際空港（ジュリウス・ニエレレこくさいくうこう、スワヒリ語: Uwanja wa ndege wa Kimataifawa Julius Nyerere,英語: Julius Nyerere International Airport）は、タンザニア連合共和国の旧首都、ダルエスサラームにある国際空港である。
この空港名は、タンガニーカ及びタンザニアの政治家で初代大統領のジュリウス・ニエレレを冠している。

## 就航航空会社と就航都市

### 国際線
| 航空会社                                       | 就航地 |
| ---------------------------------------------- | --- |
| エア・タンザニア                               | プリンス・サイード・イブラヒーム国際空港（モロニ）、広州白雲国際空港（広州） |
| コースタル・アビエーション                     | キガリ国際空港（キガリ） |
| プレシジョンエア                               | エンテベ国際空港（エンテベ）、O・R・タンボ国際空港（ヨハネスブルグ）、モイ国際空港（モンバサ）、ジョモ・ケニヤッタ国際空港（ナイロビ）、プリンス・サイード・イブラヒーム国際空港（モロニ） |
| マラウイアン航空                               | チレカ国際空港（ブランタイヤ）、リロングウェ国際空港（リロングウェイ） |
| エア・ジンバブエ                               | ハラレ国際空港（ハラレ）、ジョモ・ケニヤッタ国際空港（ナイロビ） |
| コモロ・エア・サービス                         | プリンス・サイード・イブラヒーム国際空港（モロニ） |
| コモロ・アビエーション                         | アニー空港（アンジュアン島）、プリンス・サイード・イブラヒーム国際空港（モロニ） |
| エジプト航空                                   | カイロ国際空港（カイロ）、 ジョモ・ケニヤッタ国際空港（ナイロビ）、ルサカ国際空港（ルサカ）                                                                                                |
| エチオピア航空                                 | ボレ国際空港（アディスアベバ） |
| ケニア航空                                     | ジョモ・ケニヤッタ国際空港（ナイロビ） |
| LAMモザンビーク航空                            | マプト国際空港（マプト）、ペンバ空港（ペンバ） |
| オマーン・エア                                 | マスカット国際空港（マスカット） |
| ルワンダ航空                                   | キガリ国際空港（キガリ） |
| 南アフリカ航空                                 | O・R・タンボ国際空港（ヨハネスブルグ） |
| エミレーツ航空                                 | ドバイ国際空港（ドバイ） |
| カタール航空                                   | ハマド国際空港（ドーハ |
| ターキッシュ エアラインズ                      | イスタンブール新空港（イスタンブール）、エンテベ国際空港 （エンテベ ）、ジョモ・ケニヤッタ国際空港（ナイロビ ）、キリマンジャロ国際空港（キリマンジャロ ）                                 |
| ブリティッシュ・エアウェイズ                   | ロンドン・ヒースロー空港（ロンドン） |
| ブリティッシュ・エアウェイズ ※コムエアーが運航 | O・R・タンボ国際空港（ヨハネスブルグ、季節運航） |
| KLMオランダ航空                                | アムステルダム・スキポール空港（アムステルダム） |
| スイス インターナショナル エアラインズ         | チューリッヒ空港（チューリッヒ） |

### 国内線
| 航空会社                   | 就航地                                                                       |
| -------------------------- | ---------------------------------------------------------------------------- |
| エア・タンザニア           | アルーシャ、キゴマ、キリマンジャロ、ムワンザ、タボラ、ザンジバル             |
| コースタル・アビエーション | アルーシャ、キルワ、マフィア、セルース、セレンゲティ、タンガ、ザンジバル     |
| プレシジョンエア           | アルーシャ、キゴマ、キリマンジャロ、ムソマ、ムワンザ、シニャンガ、ザンジバル |
| ザンエアー                 | ザンジバル                                                                   |
| オーリックエア             | マフィア、ザンジバル                                                         |
| フライドバイ               | ザンジバル                                                                   |
| ファストジェット           | ムワンザ、キリマンジャロ                                                     |
| ワールド・チケット         | ザンジバル                                                                   |
| フレックスフライト         | ザンジバル、マフィア、タンガ                                                 |
| 春秋航空                   | ザンジバル、マフィア                                                         |
| KLMオランダ航空            | キリマンジャロ                                                               |

### 貨物便
| 航空会社   | 就航地 |
| ---------- | ------ |
| サフエアー |        |